# Confederação Sul-Americana de Futebol de Salão
A Confederação Sul-Americana de Futebol de Salão , ou simplesmente CSFS é a primeira organização internacional juridicamente constituída para representar o futebol de salão nas regras FIFUSA/AMF. Ela nasceu em 1964 e só foi constituída juridicamente depois de mais de dois anos.  Atualmente sua sede é na cidade de Pando, Canelones no Uruguai.

## História

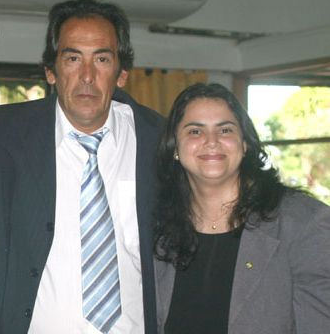
Presidente Mario Gimenez e a Vice Presidente Gina Anjos eleitos em 2014.

A CSFS - Confederação Sul-Americana de Futebol de Salão foi o primeiro órgão internacional de futebol de salão no continente sul-americano, o berço deste esporte. A sede foi criada em Assunção, no Paraguai e no ano de 1965 foi realizada a primeira edição do Campeonato Sul-Americano de Futebol de Salão (seleções) com países como o Brasil, Argentina e Uruguai, que representam as nações onde o esporte teve mais enraizamento. A Confederação foi um dos principais arquitetos da criação, em 1971 da FIFUSA - Federação Internacional de Futebol de Salão. Durante os anos 60, 70 e 80 foram várias edições organizadas do Campeonato Sul-Americano de Futebol de Salão. Atualmente está com todos os torneios internacionais de futebol de salão da América do Sul promovido pela AMF - Associação Mundial de Futsal .
Em 2013, representantes da Confederação Sul-Americana de Futebol de Salão reuniram-se em Puerto Iguazú, na Argentina para o Congresso Internacional da entidade; onde foram confirmados importantes eventos para 2013 e a comemoração dos 50 anos da entidade.

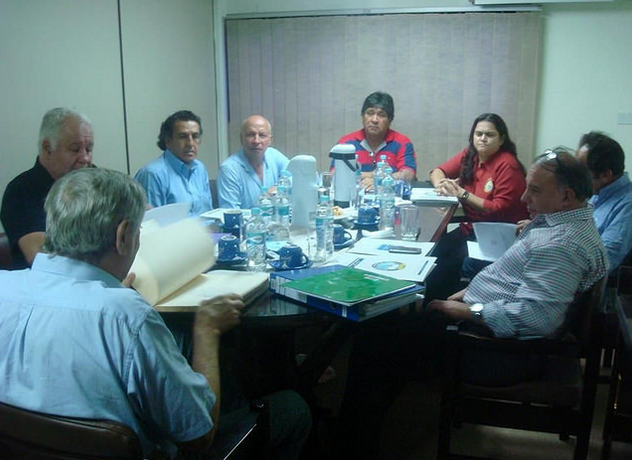
Eleições da CSFS com todos os membros filiados, realizada em 2014 no Paraguai

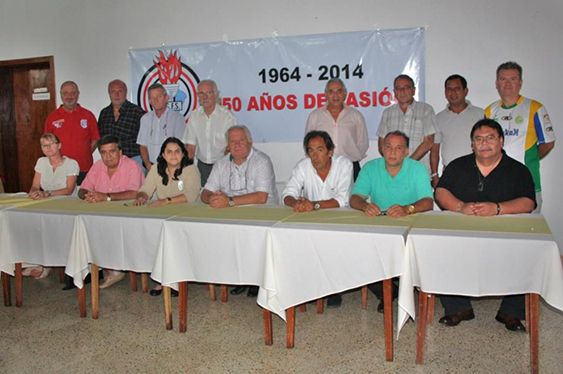
Congresso internacional da CSFS, realizado em 2013 na Argentina. Sentado ao centro o ex-presidente Pedro Ramon Bonnettini, ladeado pela brasileira Gina Anjos e pelo uruguaio Mario Gimenez.

Em 2014, reuniram-se em Assunção no Paraguai dirigentes das entidades afiliadas para eleições 2014 - 2018 da CSFS Confederação Sul americana de Futebol de Salão; sendo eleito como presidente o senhor Mario Gimenez do Uruguai.

## Membros afiliados
| CSFS - Confederação Sul-Americana de Futebol de Futebol de Salão |                                            |                               |
| Países                                                           | Membros                                    | Web site                      |
| Argentina                                                        | Confederación Argentina de Fútbol de Salón | http://www.cafs-amf.com.ar/   |
| Brasil                                                           | Confederação Nacional de Futebol de Salão  | http://www.cnfsfutsal.com.br/ |
| Chile                                                            | Asociación Deportiva de Fútbol Sala Chile  |                               |
| Colômbia                                                         | Federación Colombiana de Fútbol de Salón   | http://www.fecofutsalon.com/  |
| Equador                                                          | Federación Ecuatoriana de Fútbol de Salón  |                               |
| Paraguai                                                         | Federación Paraguaya de Fútbol de Salón    | http://www.fpfs.com.py/       |
| Peru                                                             | Asociación Peruana de Futsal               |                               |
| Uruguai                                                          | Federación Uruguaya de Futebol de Salão    | http://www.fudefs.com/        |
| Venezuela                                                        | Federación Venezolana de Fútbol de Salón   |                               |

*fonte: